# Río Arauá
El río Arauá es un río amazónico brasileño, un afluente del río Madeira, que discurre íntegramente por el estado de Amazonas.

## Geografía
El río Arauá nace al sur de la carretera Transamazónica (BR-230), en una zona prácticamente despoblada. Discurre en dirección norte, en un curso casi paralelo al del río Aripuanã. En todo su curso no baña ninguna población de importancia, ni siquiera en la desembocadura en el río Madeira. Su principal afluente es el río Mataurá, que recibe en el curso bajo por la izquierda, casi en la desembocadura.
En el río Madeira desemboca por la margen derecha, aguas abajo de Jenipapo, entre las desembocaduras del río Marmelos y el río Aripuanã.
- Datos: Q6114786